# Cyaniris cala
Cyaniris cala är en fjärilsart som beskrevs av Embrik Strand 1920. Cyaniris cala ingår i släktet Cyaniris och familjen juvelvingar. Inga underarter finns listade i Catalogue of Life.